# Torii Kotondo
Torii Kotondo (japanisch 鳥居 言人, wirklicher Name: Saitō Shin (斎藤 信); geb. 21. November 1900 in Tokio; gest. 13. Juli 1976) war einer der letzten japanischen Holzschnitt-Künstler im Ukiyoe-Stil.

## Leben und Werk
Kotondo wurde als Saitō Shin geboren und im Alter von fünfzehn Jahren von Torii Kiyotada (1875–1941), Fünfter mit dem Namen Kiyotada und siebter in der Torii-Nachfolge adoptiert. Die Torii waren seit Generationen bildende Künstler und Designer für das Kabuki-Theater. Kotondo studierte zunächst Malerei im Yamato-e-Stil unter Kobori Tomoto (1864–1931), dann vor allem ab 1917 Nihonga unter Kaburagi Kiyokata, der auch Itō Shinsui, Kasamatsu Shirō und Kawase Hasui unterrichtete.
Neben Zeichnungen für das Kabuki-Magazin Engei Gahō (演芸画報), Gestaltung von Kabuki-Szenen, Programmen und Plakaten malte er bijinga, also Porträts schöner Frauen. Diese Seite seiner Kunst wurde von den Verlegern Sakai und Kawaguchi aufgegriffen, die in den Jahren 1927 bis 1935 seine kleinen Holzschnitte zu diesem Thema publizierten.

Seine Drucke fanden im Westen großen Anklang und wurden auf beiden Ausstellungen moderner japanischer Holzschnitte 1930 und 1936 im Toledo Museum of Art gezeigt. Um 1935 herum änderte er seinen Künstlernamen zu Kiyonobu (清言). Nach dem Tode seines Adoptivvaters 1941 wurde er zum achten Oberhaupt der Torii-Richtung und Torii Kiyotada V. (五代目 鳥居 清忠).

Werke Torii Kotondos (Auswahl)
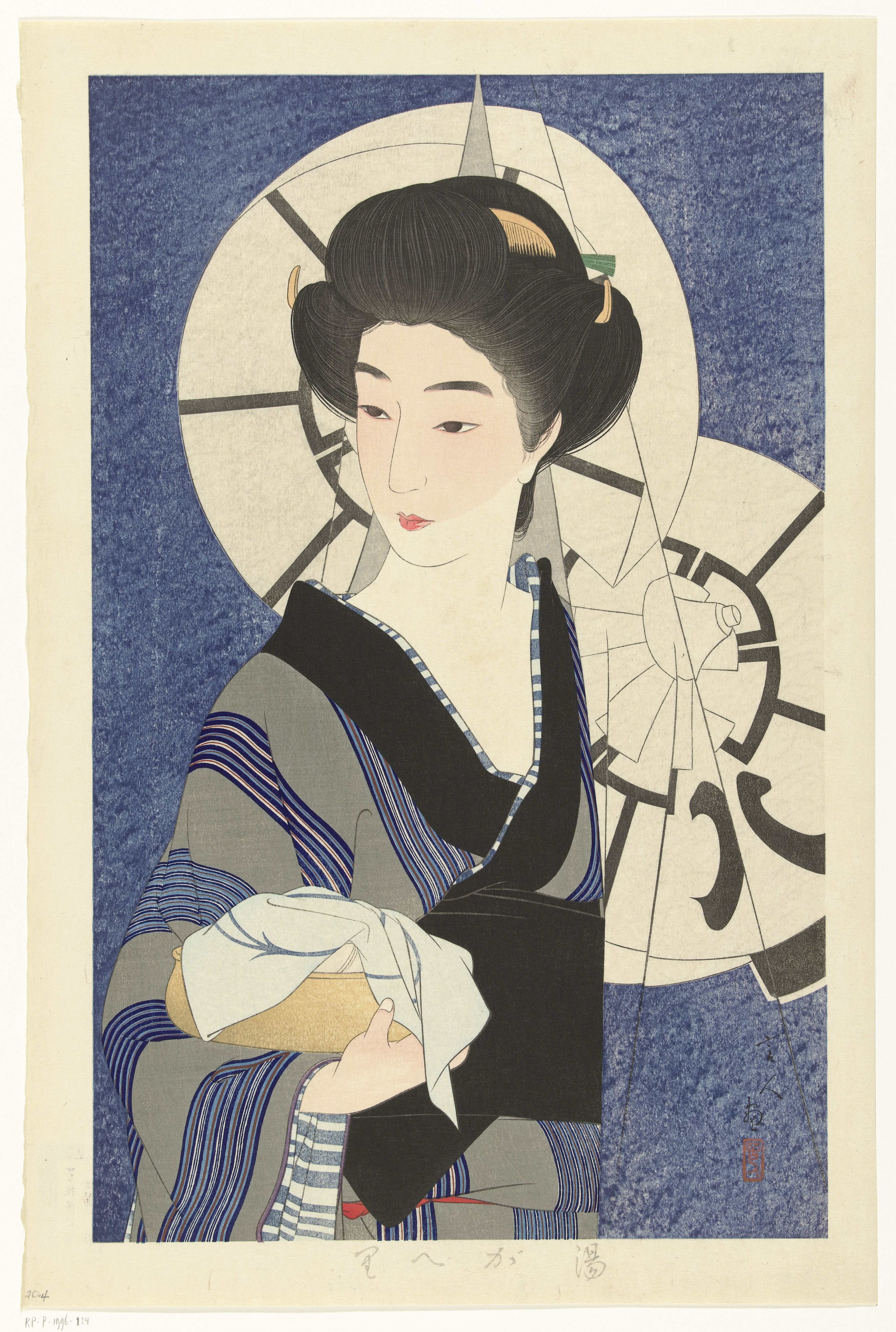
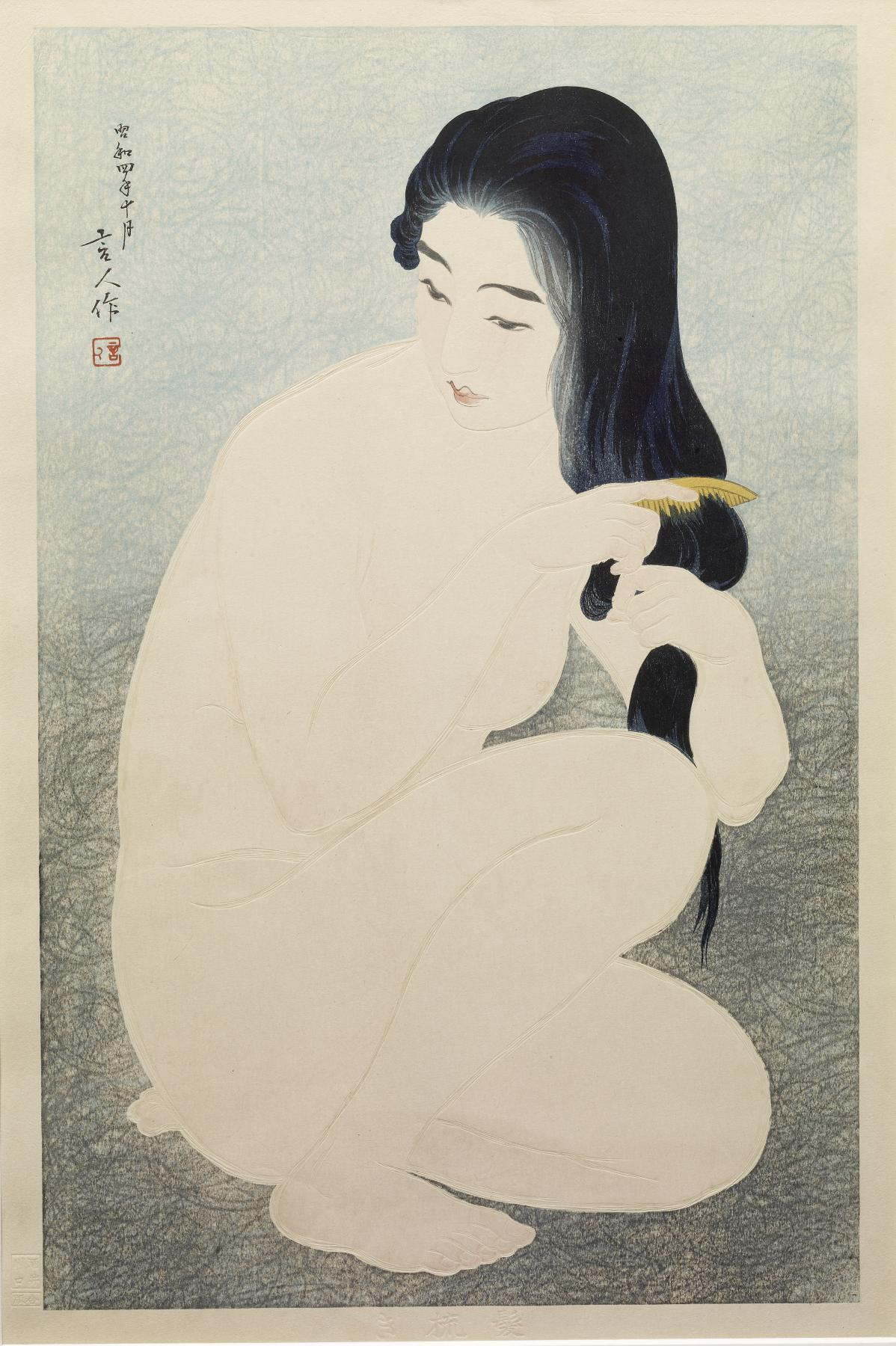
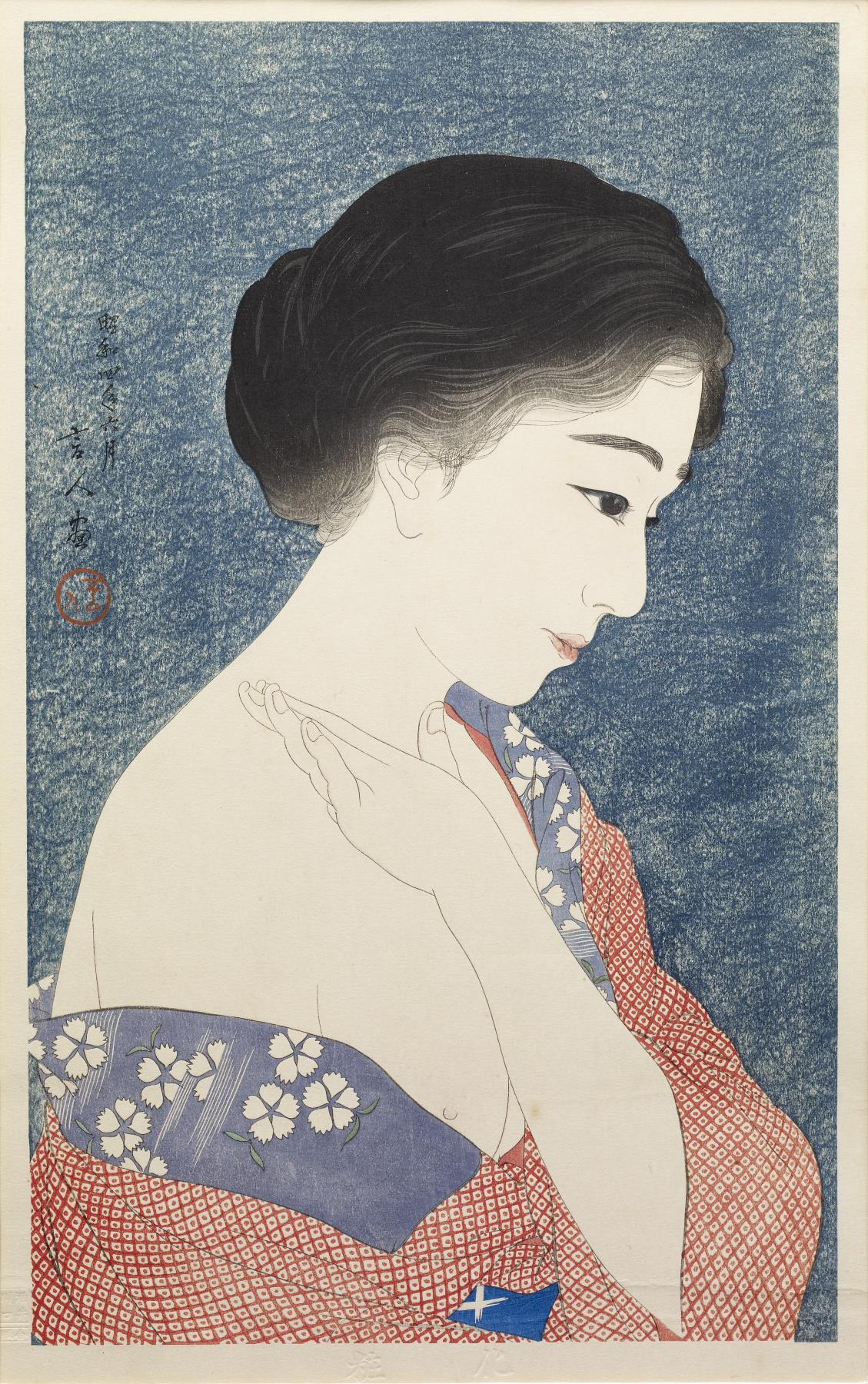
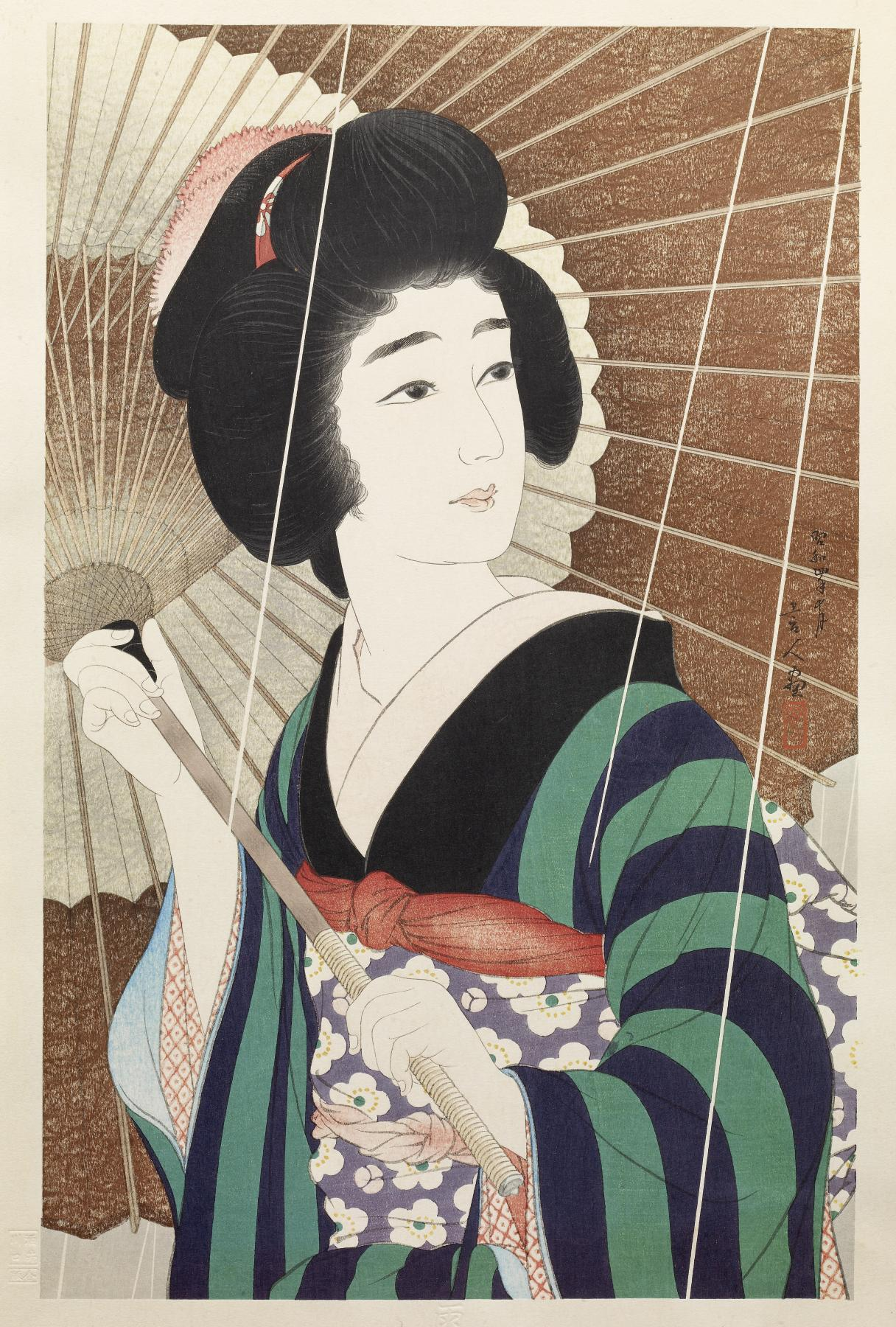
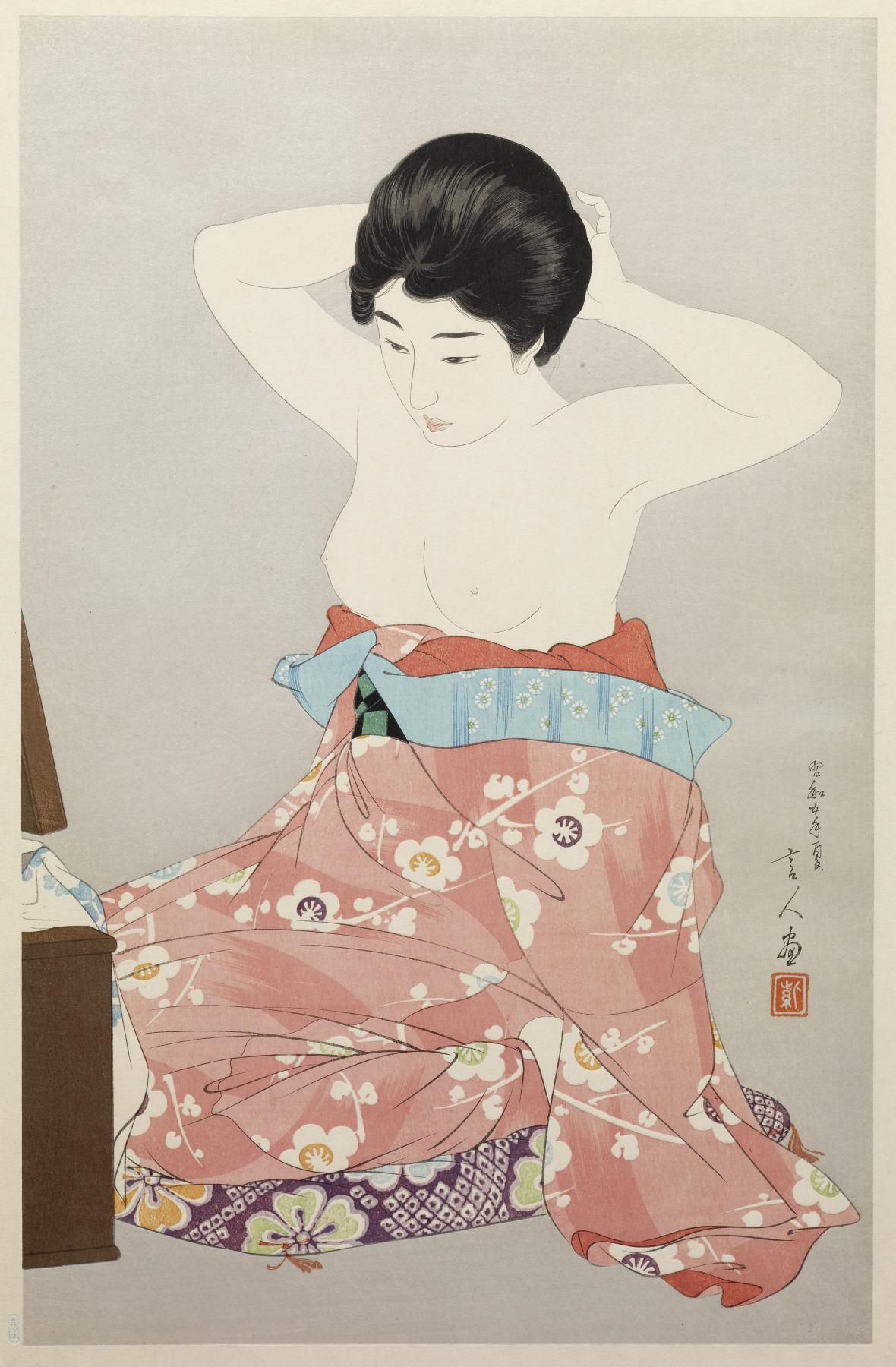